# Марселино Кареасо
Марселино Кареасо Бетин (на испански: Marcelino Carreazo Betín) е колумбийски футболист, дясно крило.

## Кариера
Кареасо започва като юноша в Депортиво Тачира (Венецуела). Играе на постовете дясно и ляво крило, понякога като атакуващ полузащитник.
През февруари 2018 г. е трансфериран в Онсе Калдас (Колумбия), където е част от младежкия тим. Дебютира през сезон 2018, записвайки 35 мача с 3 гола. През сезон 2019 играе в 28 мача с 5 гола и 3 асистенции. Сезон 2020 е с 22 мача и 5 гола, сезон 2021 – 36 мача с 5 гола, а сезон 2022 – 6 мача с 3 гола. Така в статистиката си има общо 138 мача с 19 гола.
На 5 септември 2022 година е обявен за ново подпълнение на ПФК ЦСКА София.

## Национален отбор
Има възможност да играе и за Венецуела, и за Колумбия, но той избира да представя Венецуела. Играе за младежките формации на Венецуела до 17 и 19 години.